# نابنط دلبوثي
نابنط دلبوثي (الاسم العلمي:Nepenthes xiphioides) هو نوع غير مؤكد من النباتات يتبع جنس النابنط من الفصيلة النابنطية.